# سیارک ۶۵۵۷
سیارک ۶۵۵۷ (به انگلیسی: 6557 Yokonomura، نامگذاری:1990VR3) شش هزار و پانصد و پنجاه و هفتمین سیارک کشف شده‌است که در ۱۱ نوامبر ۱۹۹۰ کشف شد.
قدر مطلق سیارک برابر ۱۲٫۱۰ است.